# SaveDnipro
«SaveDnipro» — команда українських активістів з Дніпра, які з 2017 року захищають права громадян на чисте й безпечне довкілля, сприяють запровадженню екологічних реформ та відкриттю важливої екологічної інформації. В грудні 2019 року члени команди заснували ГО «Збережи Дніпро».

### Мета
- Екологізація промислових підприємств
- Тотальний моніторинг якості повітря
- Відкриття та цифровізація екологічних даних
- Відновлення зеленої інфраструктури
- Посилення екологічної безпеки

## Команда

### Перший склад
Ірина Черниш, Артем Романюков, Павло Ткаченко, Геннадій Кіріченко, Ілля Рибаков, Денис Піддубський, Юрій Остапюк, Сергій Гірічев, Володимир Косюга, Ольга Брильова.

### Другий склад
Ірина Черниш, Артем Романюков, Павло Ткаченко, Ілля Рибаков, Наталія Демідова, Олена Романюкова, Роман Колесник, Ольга Гвоздік, Карина Скоморохова, Тетяна Сербін, Сергій Дулепов, Геннадій Кіріченко, Денис Піддубський, Юрій Остапюк, Тетяна Тертичко, Ярослав Гарагуц.

## Історія
2017 року кілька друзів об'єдналися навколо проблеми забруднення міста Дніпро найстарішою немодернізованою ТЕС Європи. На той час вона генерувала майже 80 % промислового забруднення Дніпра, яке входить до трьох міст України з найбруднішим повітрям. Так з'явилася ініціативна група SaveDnipro і почалася адвокаційна кампанія щодо захисту від негативного впливу ДТЕК Придніпровської ТЕС.

## Діяльність

### «Придніпровко, фільтруй!»
Адвокаційна кампанія щодо захисту від негативного впливу ДТЕК Придніпровської ТЕС — «Придніпровко, фільтруй» (2017—2020 роки).
Під час кампанії:
- члени команди SaveDnipro зустрічалися з Міністром екології та природних ресурсів України Остапом Семераком;[3]
- пікетували головний офіс ДТЕК у Києві;[4]
- підготували шаблони, за якими громадськість надіслала 29 заяв із зауваженнями та пропозиціями до процедур оцінки впливу на довкілля (ОВД) ДТЕК Придніпровською ТЕС, розпочатих 10 січня 2018 року;[5][6][7]
- разом із громадою міста та народними депутатами України відстоювали право на чисте та безпечне довкілля на громадських слуханнях 28 березня 2018 року;[8]
- проводили брифінги у Верховній Раді України перед слуханнями[9] та наступного року[10], коли підприємство не встановило електрофільтр у визначений строк.

В результаті проходження процедури ОВД були сформовані Висновки з ОВД, в які були внесені майже всі зауваження та пропозиції SaveDnipro. А ДТЕК Придніпровська ТЕС взяла зобов'язання впродовж трьох років провести екологічну модернізацію підприємства майже на 1 мільярд гривень.
6 березня 2019 року на 10-му енергоблоці станції було встановлено та запущено новий електрофільтр. Вперше в історії України — за кошт забруднювача, а не за рахунок повернення інвестиційної надбавки з тарифу.

### Відкриття екологічних даних
Наприкінці 2018 року голова організації Ірина Черниш увійшла до Громадської ради при Мінприроди, і одним з перших питань SaveDnipro поставило відкриття нових екологічних даних. Для цього команда:
- зверталася з листами до Міністерства екології, ДФС та ще декількох суб'єктів, які відповідають за ці дані;
- долучилася до звернення «OpenUp: за все відкрите», яка адвокатує відкриття даних у різних сферах;[15]
- розробила відкритий лист до Прем'єр-Міністра та Агентства з питань електронного урядування, який підтримала ціла низка організацій та ініціатив, таких як Transparency International Ukraine, Екологія промислового краю, ГО «Платформа Громадський Контроль» та багато інших.

До просування відкриття еконаборів підключився Ярослав Гарагуц, засновник системи аналітики відкритих даних «Clarity Project», а з 2020 року — член правління SaveDnipro.
І хоча до першого драфту нової редакції Постанови Кабміну № 835 жоден з переліків не був включений, але на публічному обговоренні в Києві, SaveDnipro разом з колегами переконали представників Державного агентства з питань електронного урядування, що дані треба відкрити.
З 17 квітня 2019 року у форматі відкритих даних кожен охочий може використовувати такі набори:
- перелік дозволів на викиди забруднюючих речовин в атмосферне повітря стаціонарними джерелами об'єктів 1, 2 та 3 груп із зазначенням номеру та терміну дії;
- перелік ліцензіатів на провадження господарської діяльності з виробництва особливо небезпечних хімічних речовин;
- перелік ліцензіатів на провадження господарської діяльності з поводження з небезпечними відходами;
- перелік декларацій про відходи, які подаються суб'єктами господарювання;
- перелік дозволів на спеціальне водокористування;
- інформація про надходження екологічного податку за окремими платниками податків.

Зараз ця інформація доступна в проєкті SaveDnipro — найбільшому в Україні агрегаторі екологічних даних про забруднення, забруднювачів та інструменти захисту довкілля SaveEcoBot.

### Членство в Громадській раді
2018 року Ірина Черниш увійшла до складу Громадської ради при Міністерстві екології та природних ресурсів та на першому ж засіданні ініціювала:
- створення тимчасового реєстру дозволів на викиди забруднюючих речовин в атмосферне повітря;
- відкриття 18 переліків наборів відкритих екологічних даних;
- обговорення проблеми впровадження Нацплану по зменшенню викидів від великих спалювальних установок (сірко- та азотоочистки) з головними стейкхолдерами та інше.

В 2020 році під час підготовки до формування нової Громради, SaveDnipro звернулися до Міністра захисту довкілля і природних ресурсів Романа Абрамовського із пропозиціями щодо більш демократичного підходу до формування дорадчого органу:
- знизити мінімальний необхідний строк юридичної реєстрації ГО та дозволити висуватися молодим командам (до 24 квітня 2019 року було від 2 років);[18]
- запровадити рейтингове інтернет голосування при формуванні складу учасників Громради.

27 листопада 2020 року ініціативна група під головуванням Берзіної Світлани ухвалила рішення про просте рейтингове голосування серед присутніх на зборах. Після цього команда SaveDnipro на знак протесту оприлюднила рішення про відмову від участі в установчих зборах для формування складу нової Громради, наголошуючи, що така процедура є непрозорою, застарілою і такою, що викривляє результати реальної підтримки громадянами громадських формувань.

### «Заважає? (не)Ріж!»
Адвокаційна кампанія щодо захисту зелених насаджень міста Дніпра — «Заважає? (не)Ріж!» (2019 рік). Поштовхом до дій стала вирубка місцевою владою багаторічних здорових дерев на вулиці Короленка — центральній вулиці міста Дніпра. Видалення дерев розпочалося 6 червня 2019 року у зв'язку з реконструкцією вулиці.
Під час кампанії:
- 7 червня 2019 року SaveDnipro зібрали людей і провели акцію з вимогами[20]:

1. Мораторію на видалення здорових дерев та кронування «під стовбур».
2. Створення прозорих правил поводження з зеленими насадженнями міста.

- Створили і просували петицію з аналогічними вимогами.[21]
- Після того, як в ніч з 2 на 3 липня комунальники зрубали останні дерева на вулиці Короленка, провели акцію «Похорон дерев».[22][23]
- 24 липня виступили під час розгляду петиції на 47 черговій сесії Дніпровської міської ради, після чого депутати підтримали оголошення мораторію на видалення здорових дерев.[24]
- Разом із авторами Зеленої програми Дніпра створили Правила поводження з зеленими насадженнями міста, які 25 вересня були підтримані депутатами на 48 черговій сесії Дніпровської міської ради.[25][26]

### Екологічний форум
Екологічний форум «Валить нельзя остаться» (2019). 25 травня 2019 року ГО «Платформа Громадський Контроль» разом із SaveDnipro провели Форум «Валить Нельзя Остаться», який був присвячений захисту довкілля та реформам у природоохоронній сфері.
На Форумі виступили:
- Остап Семерак, Міністр екології та природних ресурсів;
- Катерина Оніліогву, керівниця напряму відкритих даних, проєкт USAID/UK aid «Прозорість і підзвітність у державному управлінні та послугах» / TAPAS;
- Руслана, співачка, глобальний амбасадор відновлювальної енергії у світі;
- Максим Бородін, переможець проєкту «Нові лідери» на ICTV, лідер екологічного руху Маріуполя;
- Ірина Черниш, Павло Ткаченко, співзасновники SaveDnipro та SaveEcoBot;
- Люба Колосовська, «Батарейки, здавайтеся», засновниця;
- Євгенія Аратовська, «Україна без сміття», засновниця;
- Микола Кузьо, Заступник Міністра екології та природних ресурсів України з питань європейської інтеграції;
- Роман Зінченко, співзасновник «Greencubator»;
- Юрій Лозовенко, експерт з проєктування вулиць та транспортного планування компанії UCG, Івано-Франківськ;
- Мартін Скальський, Голова ГО «Арніка» (Чехія);
- Василь Задворний, генеральний директор ДП «ПРОЗОРРО»;
- Наталія Бойко, заступниця Міністра енергетики та вугільної промисловості України.

Модератор — Артем Романюков.

### Екологічні порядки денні
Екологічні порядки денні під час президентських, парламентських та місцевих виборів (2019—2020).
- У 2019 році разом із Коаліцією з 25 громадських організацій команда SaveDnipro створила та просувала два екологічних порядки денних під час президентських та парламентських виборів.[28][29] Їх підтримали 3 ключові кандидати і кандидатки у президенти та 6 партій.

- У 2020 році разом із Коаліцією з 25 громадських організацій команда SaveDnipro реалізувала аналогічну ініціативу — ЕКО-чеклист кандидатів і кандидаток на місцевих виборах. Його підтримали 13 політичних партій та їхніх осередків, 21 кандидат (кандидатка) у голови і 84 кандидати (кандидатки) у депутати різних рівнів.[30]

### Вимоги громадськості
Вимоги громадськості щодо створення самостійного Міністерства захисту довкілля (2020). 15 квітня 2020 року SaveDnipro долучилися до розробки і просування «Вимог громадськості щодо створення самостійного Міністерства захисту довкілля» разом із екологічною спільнотою України.

### Озеленення України
Озеленення України в Дніпропетровській області (2020). Восени 2020 року в рамках Всеукраїнської акції «1.000.000 дерев за 24 години» в Дніпропетровській області були висаджені:
- майже 1100 великих дерев у парках і скверах Дніпра;[33]
- алея скельних ялівців біля нового корпусу Університету митної справи та фінансів (м. Дніпро);
- 50 000 саджанців у Перещепинському лісництві.[34]

Всі дерева були передані на баланси комунальних підприємств та інших підприємств, відповідальних за території, де проводились висадки. В результаті Всеукраїнської акції, яка пройшла у 24 областях, був встановлений рекорд України.
Співорганізатором і координаторкою акції в Дніпропетровській області були, відповідно, Юрій Остапюк та Ірина Черниш, члени команди SaveDnipro.

## Проєкти

### SaveEcoBot
Найбільший в Україні агрегатор екологічних даних про забруднення, забруднювачів та інструменти захисту довкілля. 2018 року команда SaveDnipro створила екологічний чат-бот задля полегшення моніторингу Реєстру ОВД під час адвокаційної кампанії «Придніпровко, фільтруй» та збору (агрегації) дозвільної документації забруднювачів.
4 липня 2018 року SaveEcoBot був презентований командою разом із Міністром екології та природних ресурсів України Остапом Семераком в прес-центрі Кабінету Міністрів України.
SaveEcoBot складається з чат-ботів у трьох популярних месенджерах і мапи забруднення. Станом на 18 грудня 2020 року ним користується 1 мільйон жителів 15 країн світу.
- Чат-бот дозволяє стежити за якістю повітря в режимі онлайн, моніторити Реєстр ОВД, завантажувати погоджені з профільним міністерством шаблони зауважень і пропозицій, перевіряти всю наявну онлайн екологічну інформацію про забруднювачів (дозволи та ліцензії, інспекційні перевірки[38], екологічні податки[39], податкові борги тощо). Доступні підписки на сповіщення про погіршення якості повітря, а також на надходження нової екологічної інформації по областях і по окремих підприємствах. З лютого 2021 року в чат-боті можна сформувати скаргу на забруднення води, повітря, ґрунту, а також на відходи чи шум за готовим шаблоном.[40]
- Мапа забруднення відображає в онлайн режимі загальну картину щодо якості повітря в Україні і світі.[41] На мапі є шари індексу якості повітря, миттєвих даних дрібнодисперсного пилу і газів та радіаційного фону, а також шар з підприємствами-забруднювачами 1 групи, вебкамерами, вітром і пожежами.

### SaveEcoSensor
Громадський моніторинг якості атмосферного повітря. 30 грудня 2018 року SaveDnipro створили і продовжують розширювати власну мережу станцій громадського моніторингу, які передають дані про якість повітря онлайн.
Станція моніторингу якості повітря SaveEcoSensor дозволяє вимірювати вміст дрібнодисперсного пилу фракцій 2.5 та 10 мікронів в повітрі (PM 2.5 і PM 10). Інтегрований сенсор температури-вологості-тиску дозволяє автоматично коригувати отриману інформацію в залежності від погодних умов. А наявність модулю підігріву дозволяє отримувати більш достовірну інформацію під час туману, опадів та при від'ємних температурах.
Станом на 18 грудня 2020 року до мережі підключено 331 станцію SaveEcoSensor.

## Нагороди

### Ірина Черниш
- Стейкхолдер зелених змін 2018[42]
- Open Data Leader Award 2019[43]
- Берегиня довкілля 2020[44]

### Артем Романюков
- Стипендіат програми Stanford's Ukrainian Emerging Leaders Program у Стенфордському університеті (США)[45]
- Відзнака голови Облдержадміністрації «За розвиток регіону» (посвідчення № 684/2015) за волонтерську діяльність в ході війни на сході України[46]
- Лауреат премії «Люди нового часу 2017»[47]
- № 15 у топ-30 найвпливовіших людей Дніпра 2019 за версією nv.ua[48]

### Павло Ткаченко
- Стейкхолдер зелених змін 2018[42]
- Open Data Leader Award 2019[43]

### За SaveEcoBot
- 2018 рік — «Екотрансформація-2018»[42]
- 2020 рік — Друге призове місце в Національному конкурсі інноваційних екологічно-дружніх стартапів GCIP Ukraine, створеному Організацією Об'єднаних Націй з промислового розвитку[49]